# 芬克里夫墓園
芬克里夫墓園（英語：Ferncliff Cemetery and Mausoleum），成立於1902年，是位於美國紐約州威斯特徹斯特郡格林堡的无宗派（Nonsectarian）墓園。

## 安葬名人
- 宋美齡：中華民國第一夫人、蔣中正妻子。
- 孔祥熙家族包括其夫人宋霭龄、长女孔令仪及女婿黄雄盛、长子孔令侃、次女孔令俊和次子孔令杰
- 宋子文家族包括其夫人张乐怡、长女宋琼颐及女婿冯彦达
- 宋子良家族包括其夫人席曼英和女儿宋庆颐
- 外交家顧維鈞及其夫人严幼韵
- 徐志摩的第一任夫人张幼仪和他们的第一个儿子徐积锴及儿媳徐张粹文
- 企業家、政治家張靜江
- 艾莉婭（Aaliyah）：美國藝人
- 萊奧波德·奧爾（Leopold Auer）：匈牙利小提琴家
- 詹姆斯·鮑德溫（James Arthur Baldwin）：美國非洲裔LGBT作家
- 理查德·巴塞尔梅斯（Richard Semler "Dick" Barthelmess）：美國電影演員
- 巴托克·贝拉（Bartók Béla Viktor János）：匈牙利作曲家
- 凱伯·凱洛威（Cabell "Cab" Calloway III）：美國爵士歌手
- 瓊·克勞馥（Joan Crawford）：美國女演員
- 朱迪·加兰（Judy Garland）：美國女演員歌唱家
- 奧斯卡·漢默斯坦二世（Oscar Hammerstein II）：美國音樂人
- 麥爾坎·X（Malcolm X）：美國黑人伊斯蘭教教士與人權運動者
- 卡伦·霍妮（Karen Horney）：德國心理學家和精神病學家
- 路德維希·馮·米塞斯（Ludwig Heinrich Edler von Mises）：奧地利裔美國經濟學家及哲學家
- 威廉·莫尔顿·马斯顿（William Moulton Marston）：美國的心理學家、發明家、漫畫《神力女超人》的創作者
- 塞隆尼斯·孟克（Thelonious Sphere Monk）：美國爵士樂鋼琴家和作曲家
- 貝錫·羅斯本（Philip St. John Basil Rathbone）：英國演員
- 奥托·兰克（Otto Rank）：奧地利精神分析學家
- 保罗·罗伯逊（Paul Leroy Robeson）：美國黑人歌手、運動員、演員
- 顏雅清（Hilda Yank Sing Yen）：美籍華裔外交官、飛行員、演說家
- 康奈爾·伍里奇（Cornell Woolrich）：美國小說家
- 康拉德·维德（Hans Walter Conrad Veidt）：德裔美國演員
- 朱迪·泰勒（Judy Tyler）：美國女演員
- 莱昂内尔·特里林（Lionel Mordecai Trilling）：美國文學評論家、作家和教師
- 高耀洁：医生、中国艾滋病防治社会活动家

下列名人僅於此進行火葬，骨灰葬於其他地方：
- 吉姆·亨森（James Maury "Jim" Henson）：美國木偶師
- 约翰·列侬（John Lennon）：英國歌手、披頭四成員
- 纳尔逊·洛克菲勒（Nelson Aldrich Rockefeller）：美國企業家、副總統
- 尼古拉·特斯拉（Nikola Tesla）：塞爾維亞裔美籍發明家，物理學家，機械工程師，電機工程師和未來學家

## 外部連結
- Ferncliff Cemetery Association （页面存档备份，存于）
- 美國地質調查局地名資訊系統：芬克里夫墓園